# فاوست

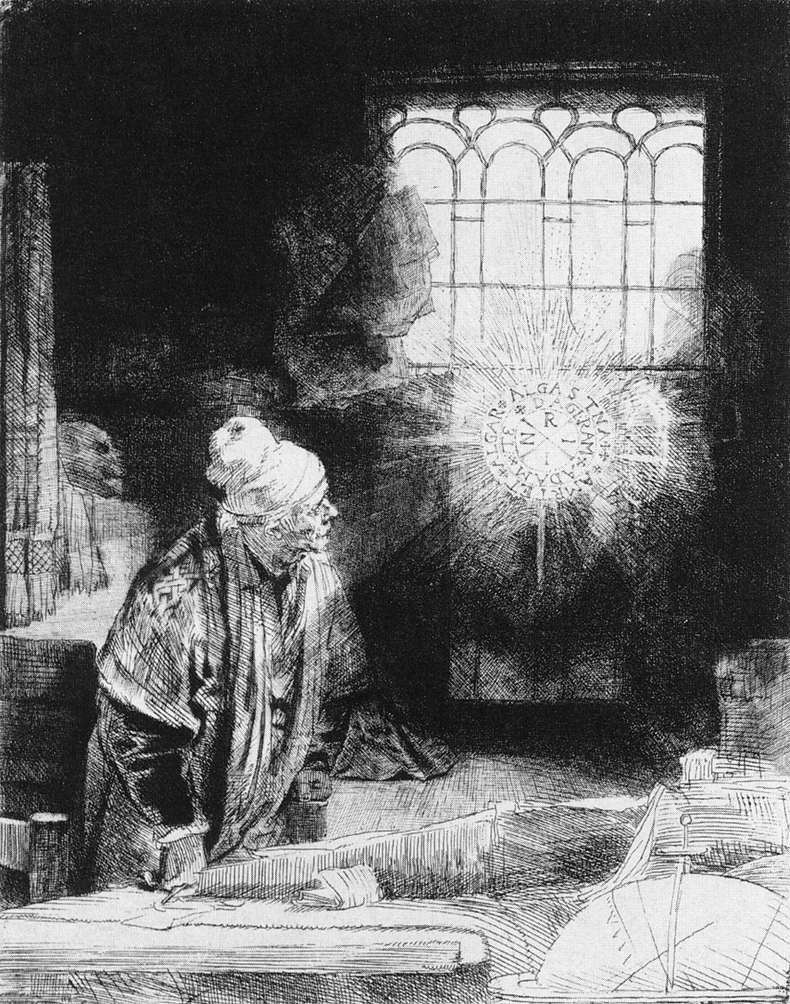
فاوست به قلم رامبراند، ۱۶۵۰ میلادی

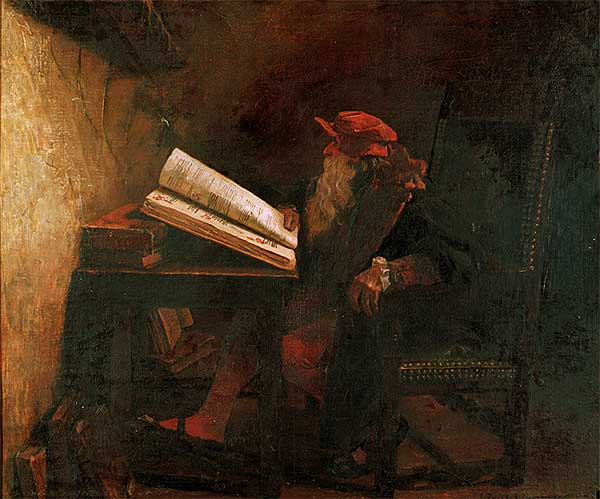
دکتر فاوست که ژان-پل لورنس آن را نقاشی کرده‌است.

فاوست یا دکتر فاوست شخصیتی از افسانه‌های آلمانی است. او انسانی موفق با تحصیلات دانشگاهی ولی ناراضی از زندگی است که روحش را برای دستیابی به دانش نامحدود و لذات دنیوی در معامله‌ای با شیطان معاوضه می‌کند. این افسانه منشأ آثار ادبی، داستانی، سینمایی و موسیقایی بسیاری شده‌است.

## پیدایش

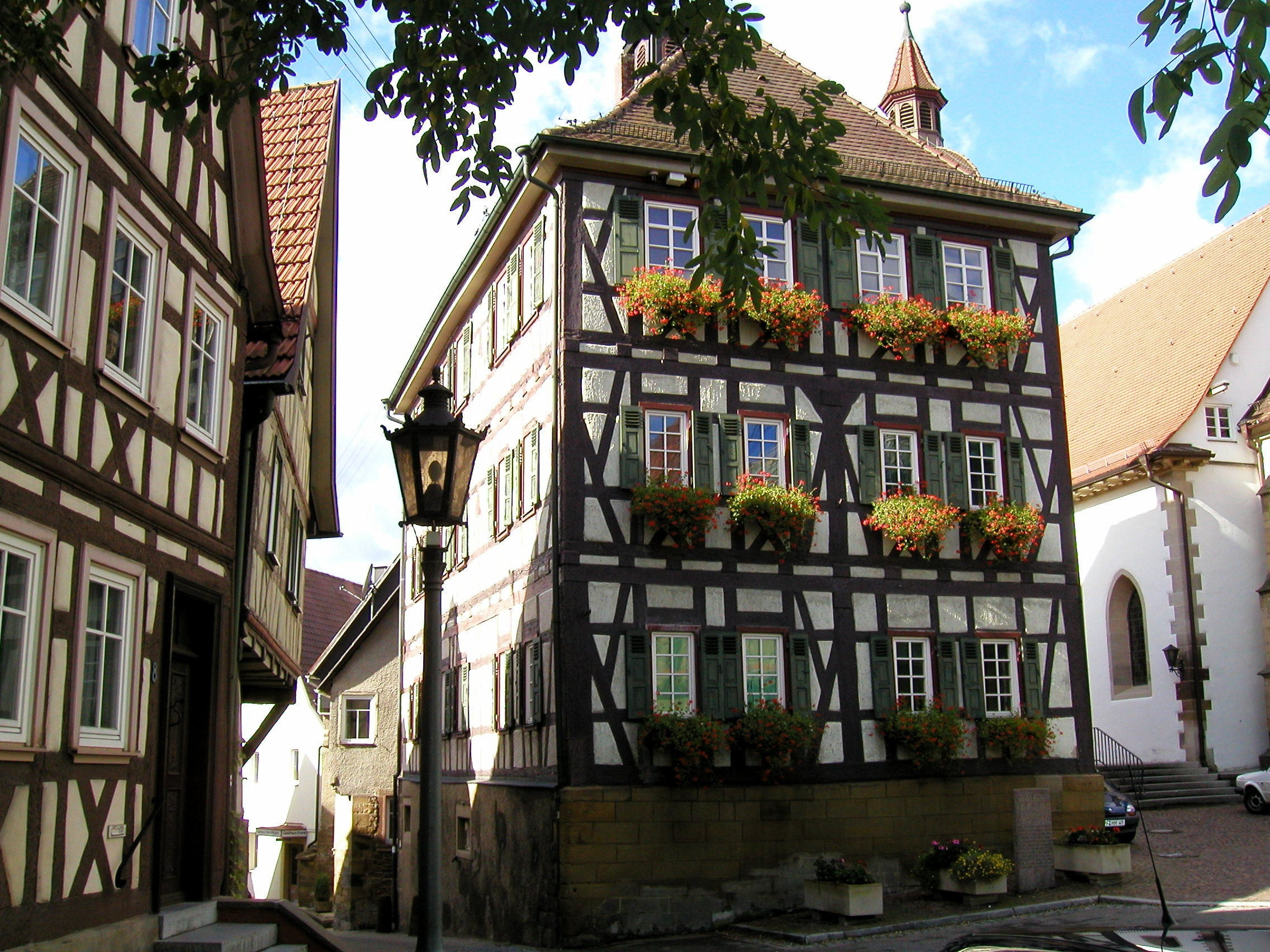
نمای بیرونی موزه فاوست

فاوست به شکل‌های مختلف در گذر زمان ثبت شده‌است. فاوست و صفت آن فاوستی، اغلب توصیف موقعیتی است که در آن فردی جاه‌طلب به‌منظور رسیدن به قدرت و موفقیت دست از اخلاقیات می‌کشد.
در نسخه‌های اولیه همچون تصنیف‌ها، نمایش‌نامه‌ها و عروسک‌گردانی‌هایی که بر اساس این افسانه ساخته شد، فاوست به شکل محتومی لعنت‌شده و دوزخی بود، زیرا انسان را به دانش الوهی ترجیح می‌داد. او کسی بود که: «متن مقدّس را پشت در و زیر میز می‌گذارد، از این‌که دکتر الهیات نامیده شود پرهیز دارد و ترجیح می‌دهد که به شکل دکتر طب لباس بپوشد.»
هرچند در سراسر آلمان قرن ۱۶ نمایشنامه‌ها و عروسک‌گردانی‌های کمدی معروفی بر اساس قرائتی آزاد از این افسانه پدید آمده بودند و در اغلب اوقات فاوست و مفیستوفل (که نام شیطان است در داستان فاوست) را در حد چهره‌هایی مبتذل و خنده‌دار تنزل می‌دادند، اما به واقع این کریستوفر مارلو بود که با نگارش نمایش‌نامهٔ دکتر فاوستوس (تاریخچه تراژدی گونه زندگی و مرگ دکتر فاستوس) به این افسانه شهرت بخشید. سرانجام دویست سال بعد در نسخهٔ بازسازی‌شده توسط گوته، فاوست به تحصیل‌کرده‌ای بدل می‌شود که «چیزی بیشتر از گوشت و نوشیدنی زمینی» می‌طلبد.

## خلاصهٔ داستان
فاوست خسته و ناامید است. تصمیم می‌گیرد تا با شیطان جهت کسب دانش بیشتر و قدرت جادو وارد گفتگو شود. او می‌خواهد تا از تمام دانش و لذت این دنیا بهره‌مند شود. در مقابل، نماینده شیطان، مفیستوفل ظاهر می‌شود. او این معامله را با فاوست انجام می‌دهد: مفیستوفل به قدرت جادویی او برای یک مدت کمک می‌کند، ولی در پایان دوره، روح فاوست به شیطان تعلق دارد و فاوست به شکل ابدی ملعون خواهد بود. در داستان‌های اولیه، این دوره معمولاً ۲۴ سال ذکر شده‌است.

در مدت زمان قرارداد، فاوست به انحای مختلف از مفیستوفل بهره می‌جوید. در بسیاری از نسخه‌های داستان، از جمله در نمایش‌نامهٔ گوته، مفیستوفل او را کمک می‌کند تا دختری زیبا و معصوم را که معمولاً گِرتشن نامیده شده و در نهایت زندگی‌اش نابود می‌شود، اغوا کند؛ هرچند در نهایت، معصومیت گِرتشن نجاتش می‌دهد و او وارد بهشت می‌شود.

در روایت گوته، فاوست نیز با رحمت خدا به‌خاطر کوشش مداومش و همچنین درخواست گرتشن از خدا نجات می‌یابد. اما در نسخه‌های اولیه، فاوست برای همیشه فاسد شناخته می‌شود. او فکر می‌کند که گناهانش قابل بخشش نیست. در این روایت‌ها وقتی پایان دوره فرا می‌رسد، شیطان او را به جهنم همراهی می‌کند.

## ریشهٔ افسانهٔ فاوست
فاوست ارتباط وثیقی با افسانهٔ قرون وسطایی تئوفیلوس دارد که در قرن ۱۳ ضبط شده‌است. در این افسانه تئوفیلوس مقدس با نگه‌دارنده جهان دوزخ به معامله می‌پردازد ولی در نهایت به لطف باکره مقدس نجات می‌یابد. تصویری از این صحنه که او خودش را در قلمرو شیطان تسلیم می‌کند در ورودی شمالی کلیسای نتردام پاریس به‌تصویر کشیده شده‌است.

اما نخستین منبع چاپ شده افسانه فاوست، کتاب جیبی کوچکی است که عنوان تاریخچه دی. یوهان فاوستن را دارد و در ۱۵۸۷ منتشر شده‌است. کتاب در سراسر قرن ۱۶ بارها باز ویرایش شده و منشأ اقتباس‌های دیگر قرار گرفته‌است. تا سال ۱۷۲۵ کتاب فاوست به شکل گسترده‌ای توزیع شده و به وسیلهٔ گوته جوان خوانده شده بود.

کتاب‌های دیگر این دوره عبارتند از:
- کتاب واگنر (۱۵۹۳)
- کتاب فاوست ویدمن (۱۵۹۹)
- دکتر فاوست و محدودیت عظیم جهانی (فرانکفورت ۱۶۰۹)
- کتاب فاوست فیتزرش (۱۶۷۴)
- دکتر فاوست و روح عظیم دریا (آمستردام ۱۶۹۲)
- کتاب واگنر (۱۷۱۴)

مبدأ نام فاوست و شخصیت او مبهم است؛ با این‌حال این فرضیه به شدت قوت دارد که بر اساس شخصیت دکتر یوهان گئورگ فاوست، تردست و کیمیاگر شهر کنیتلینگن واقع در وورتمبرگ، که در ۱۵۰۹ از دانشگاه هایدلبرگ در زمینه الهیات مدرک گرفته بود، ساخته شده باشد. اما برخی از صاحب‌نظران مانند فرانک بارون و لئو رویکبی این فرضیه را زیر سؤال برده‌اند.

شخصیت پان تفاردوفسکی در فولکلور لهستانی شباهت‌هایی با داستان فاوست دارد و به‌نظر می‌رسد که معاصر با داستان فاوست باشد. مشخص نیست که آیا دو داستان منبع مشترک دارند یا از هم تأثیر گرفته‌اند. پیدایش شخصیت پان تفاردوفسکی ممکن است مدیون مهاجرت مهاجرین آلمانی به کراکوف باشد که در قرن شانزدهم اتفاق افتاد یا بر اساس شخصیت جان دی یا ادوارد کلی پا گرفته باشد. آنچنان که بنا بر نظریه فیلیپ ملانکتون، یوهان فاوست حقیقی هم در کراکوف زندگی می‌کرده‌است.

داستان‌های مربوط به قرارداد میان انسان و شیطان شامل افسانه‌های زیر است:
- تئوفیلوس آدانایی کشیش قرن پنجم
- نمایشنامه مریکن فنّ نیومگن (هلندی، ابتدی قرن ۱۶)
- سناداکسس (آلمانی، ابتدای قرن ۱۷، به وسیله یاکوب بیدرمان)

## دکتر فاوستوسکریستوفر مارلو
کتاب جیبی اولیه فاوست که در آلمان توزیع شده بود، در ۱۵۹۲ در انگلستان توسط پی.اف. جنت ترجمه و با نام زندگی لعنت شده و مرگ سزاوار دکتر فاوستوس چاپ شد. مارلو این اثر را دستمایه نمایشنامه جاه‌طلبانه‌اش تاریخ تراژیک دکتر فاوستوس (منتشر شده در ۱۶۰۴) قرار داد.

در کتاب مارلو، دکتر فاستوس گمان می‌برد که به نهایت هر موضوعی که مطالعه کرده‌است، رسیده. او علم منطق را تنها به عنوان ابزاری در بحث ستایش می‌کند و پزشکی را تا زمانی که قادر به زنده‌کردن مردگان و ایجاد جاودانگی نباشد، بی‌اعتبار می‌خواند. علم حقوق را در رده بالا جای می‌دهد و الهیات را بی‌فایده می‌داند. او از محدودیتهای دانش بشری بیزار است و علاقه‌اش به جادو از اینجا آغاز می‌شود. پس با شیطان پیمان می‌بندد و روحش را واگذار می‌کند. او بیست و چهار سال را با طبیعتی گناهکار می‌گذراند و گناه را با نیاز به قدرت، تحسین و دوز و کلک می‌پروراند. زمانی پشیمان می‌شود و از اعمال گذشته خود می‌ترسد که دیگر دیر شده‌است. شاگردانش او را مثله شده پیدا می‌کنند در حالی که روحش به جهنم رفته‌است.

مارلو در نوشتن این نمایشنامه از کتاب تاریخ شهدا اثر جان فاکس الهام گرفته‌است که در سال ۱۵۶۳ میلادی در انگلستان چاپ و منتشر شده بود و در آن از شهیدان مسیحی قرن اول میلادی و شهیدان نهضت اصلاحات و کلیساهای پروتستان سخن رفته‌است.

منبع الهام احتمالی دیگر مارلو، شاید جان دی (۱۵۷۲–۱۶۰۹) دانشمند و ستاره‌شناس انگلیسی باشد که جادوگری خنوخی و کیمیاگری تمرین می‌کرد. دی ارواح را احضار می‌نمود و به اجنه و نیروهای فراطبیعی معتقد بود و می‌خواست قدرت آنان را به دست بگیرد.

## فاوستگوته

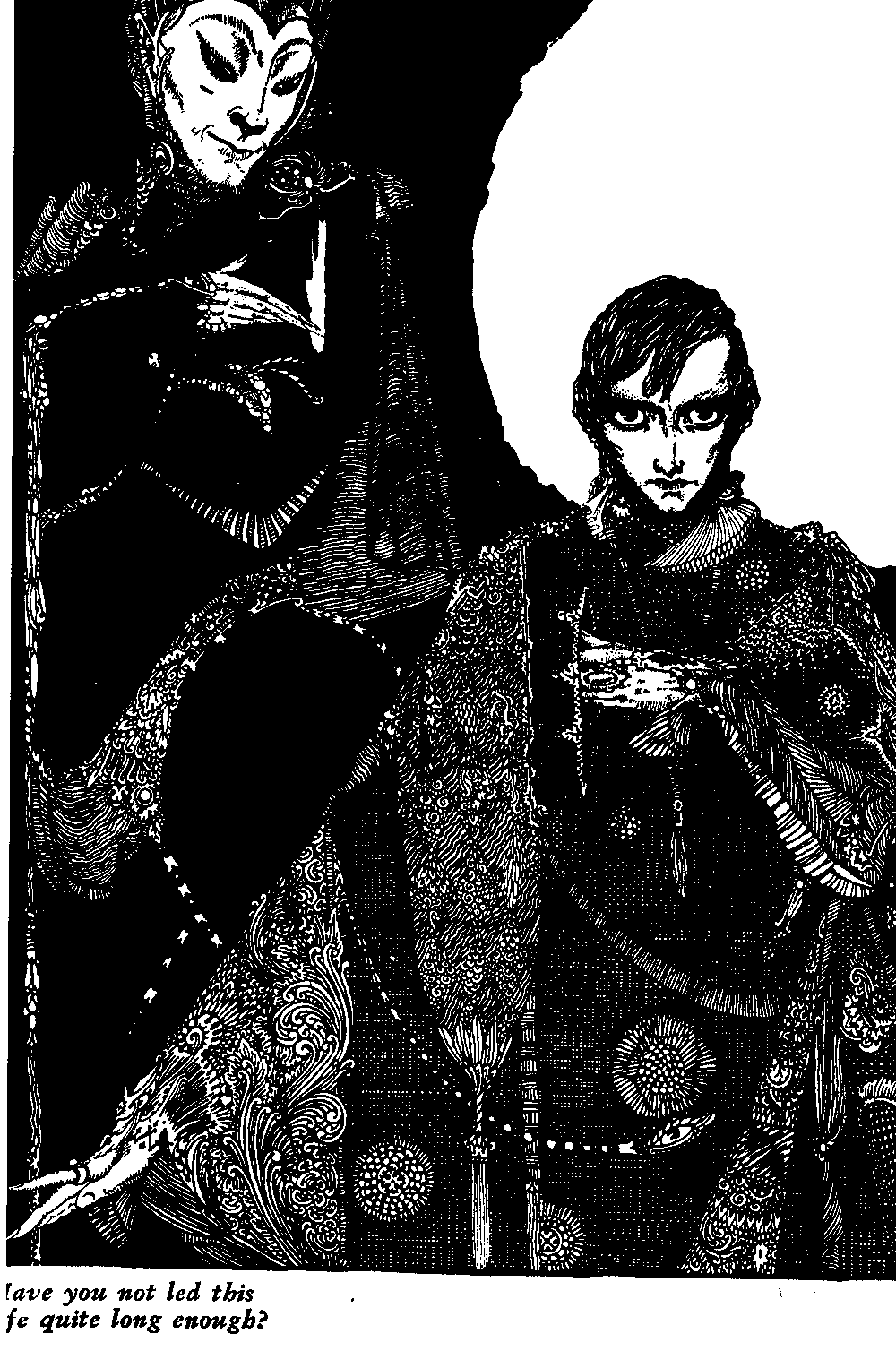
تصویرگری هری کلارک، ۱۹۲۵

نسخه مهم دیگر این افسانه، نمایشنامه فاوست چاپ شده در ۱۸۰۸ به‌وسیله نویسنده آلمانی یوهان ولفگانگ فون گوته است. فاوست گوته اخلاقیات مسیحی نسخه اولیه را پیچیده می‌کند. داستان نمایشی گوته ترکیبی‌ست از نمایشنامه و شعر و لحن حماسی دارد. ارجاعاتی به فلسفه، ادبیات و شعر مسیحی قرون وسطایی، رومی شرقی و یونانی در این اثر جمع شده‌اند.

ترکیب و پالایش این اثر ۶۰ سال از عمر گوته را، هرچند نه ممتدد و مداوم، به خود مشغول داشت. نسخه نهایی بعد از مرگ او منتشر شد و یکی از آثار بزرگ ادبیات آلمانی شناخته می‌شود.

داستان دربارهٔ سرنوشت فاوست در مسیر جستجو به دنبال ذات زندگی‌ست. مستأصل از دانش‌آموزی و محدودیت‌های دانش، قدرت و لذت از زندگی، او توجه مفیستوفل را به نیابت شیطان به خود جلب می‌کند. مفیستوفل قبول می‌کند به فاوست خدمت کند تا فاوست به اوج شادمانی انسانی برسد، چنان‌که با گریه فریاد بزند "بمان، تو بسیار زیبایی!" در اینجا مفیستوفل روحش را قبض خواهد کرد. فاوست از معامله راضی است، زیرا او می‌اندیشد که هرگز به اوج شادی نخواهد رسید.

در قسمت اول، مفیستوفل فاوست را به تجربه‌ای راهنمائی می‌کند که در یک رابطه شهوانی با گرتشن، یک دختر جوان معصوم، به اوج می‌رسد. گرتشن و خانواده‌اش با فریب مفیستوفل و خواست فاوست نابود می‌شوند. قسمت اول داستان در یک تراژدی برای فاوست پایان می‌پذیرد، گرتشن رستگار شده ولی فاوست باقی می‌ماند تا از شرم اندوهگین بماند.

قسمت دوم با بخشش فاوست توسط روح زمین (و بقیه مردمان) آغاز می‌شود و به شکل شعری تمثیلی ادامه می‌یابد. فاوست و شیطانش از میان جهان سیاست و جهان خدایگان کلاسیک می‌گذرند و آنهارا دست‌کاری می‌کنند، با هلن بانوی تروا و سمبل زیبایی) دیدار می‌کنند. در پایان، با موفقیت در رام کردن همه نیروهای جنگ و طبیعت، فاوست لحظه یگانه شادمانی را تجربه می‌کند.

مفیستوفل سعی می‌کند روح فاوست را در مرگ بعد از لحظه شادمانی به دست بیاورد، اما از دخالت فرشته‌ها که به خاطر رحمت خدا آمده‌اند مستأصل و خشمگین می‌شود. اگر چه این بخشش واقعاً رحمانی‌ست و اشتباهات مکرر فاوست که با همدستی مفیستوفل مرتکب شده را نمی‌بخشد، فرشتگان می‌گویند که این بخشش تنها به دلیل تلاش پایان‌ناپذیر فاوست و میانجی‌گری و شفاعت گرتشن است.

## فاوست مورنائو
فریدریش ویلهلم مورنائو کارگردان فیلم کلاسیک نوسفراتو، یک نسخه صامت از فاوست را کارگردانی کرد که در سال ۱۹۲۶ اکران شد. فیلم فاوست مورنائو از جلوه‌های ویژه قابل‌توجّهی برای زمان خودش بهره می‌برد که هنوز هم علی‌رغم گذشت زمان اثرگذار هستند. در یک صحنه، مفیستو با بال‌هایی تیره کاملاً افراشته بر فراز شهر، مثل مه می‌پیچد و طاعون را به خود شهر می‌آورد. در صحنه دیگری، فاوست به همراه مفیستو در آسمان سواری می‌خورد، درحالی‌که دوربین بّر فراز چشم‌اندازی که شامل قلّه‌های برفی، پرتگاه‌ها و آبشارهاست حرکت می‌کند.

در این نسخه از داستان، فاوست دانشمندی پیر و کیمیاگری‌ست که از ناتوانی خود در کمک به مردمی که از طاعون ضربه خورده‌اند مستأصل است. او مفیستو را می‌خواند و مفیستو بر بی‌میلی او برای امضای قراردادی یک روزه بدون هیچ اجباری غلبه می‌کند. در پایان روز، بعد از اینکه جوانی خود را دوباره به دست آورده‌است، زن زیبایی را با کمک مفیستو از مراسم عروسی‌اش می‌دزدد. اکنون فاوست به اندازه کافی برای اینکه قرارداد را به شکل ابدی تمدید کند وسوسه شده‌است. بالاخره او از دنبال کردن لذت خسته می‌شود و به خانه بر می‌گردد، جایی که عاشق گرتشن معصوم و زیبا می‌شود. فساد او نهایتاً زندگی هردو را تباه می‌کند، هرچند همچنان امید اندکی برای نجات در پایان وجود دارد.

تشابه این نسخه سینمایی با نسخه ادبی گوته تنها در داستان کلاسیک مردی که روحش را به شیطان فروخته‌است نمی‌شود، شرط‌بندی مفیستو با یک فرشته بر سر نابودی روح فاوست، طاعون فرستاده به وسیله مفیستو به شهر کوچک فاوست و تعلیق آشنای ناتوانی فاوست در درمان و در نتیجه بازگشت او به سوی مفیستو و انکار خدا و فرشتگان از دیگر مشابهات این دو نسخه است.

## تأثیر فاوست گوته

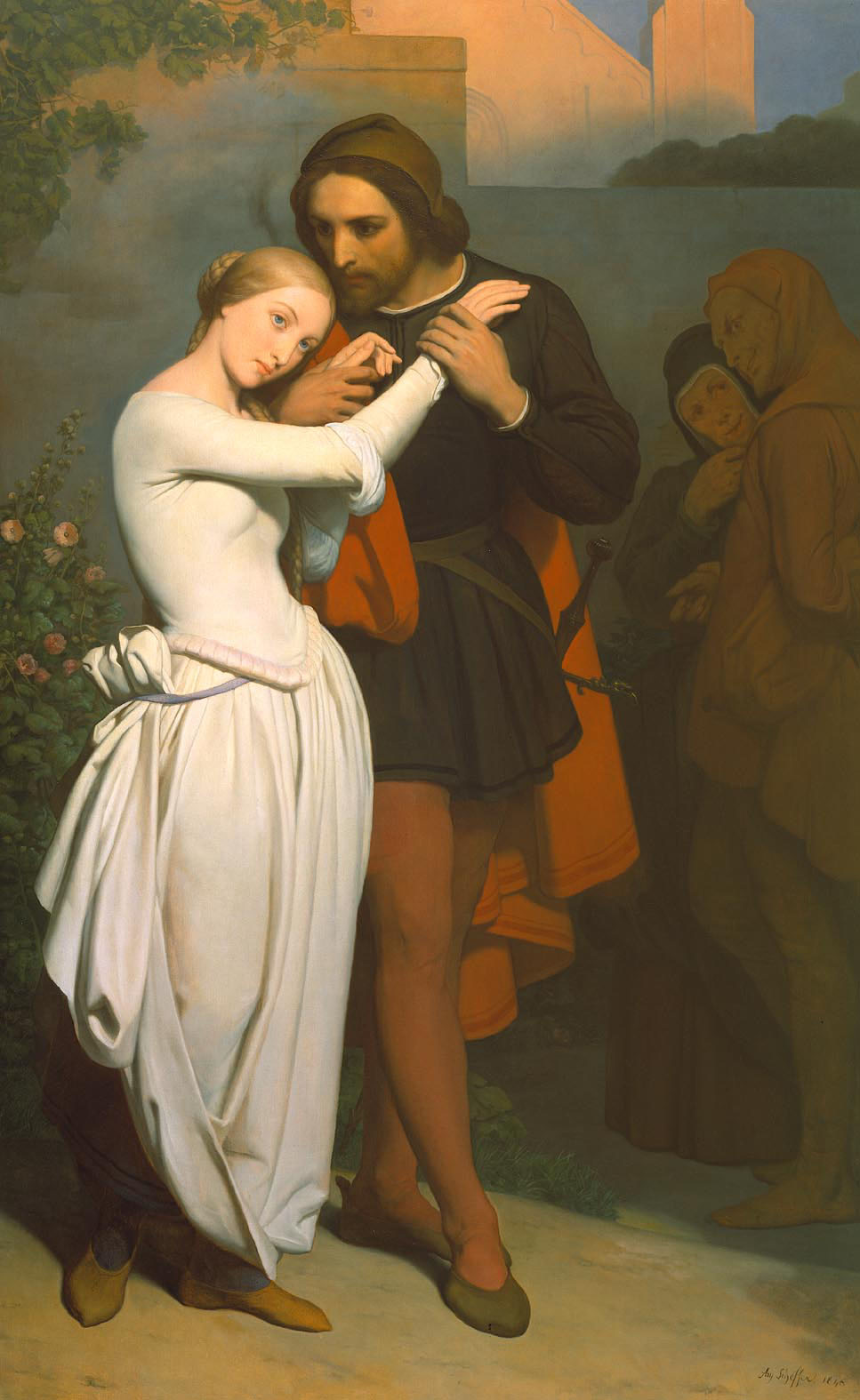
فاوست و مارگریتا در باغ

بر اساس نمایش‌نامه فاوست گوته چند اپرا نوشته شده‌اند که عبارتند از فاوست نوشته شارل گونو، میستوفل نوشته اوریگو بویتو، دکتر فاوست نوشته فروچیو بوزونی و یک نسخه اپرایی دیگر نوشته آهنگساز انگلیسی هورگال براین وجود دارد.

آثار موسیقایی مهم دیگری در فرمهای دیگر از فاوست گوته ملهم شده‌اند که از میان آنها می‌توان به افسانه دراماتیک ملعون شدگی فاوست نوشته هکتور برلیوز، صحنه‌هایی از فاوست گوته نوشته روبرت شومان، قسمت دوم سمفونی شماره ۸ گوستاو مالر، سمفونی فاوست فرانز لیست و سمفونی گوتیک هورگال براین اشاره کرد.
اسوالد اشپنگلر در کتاب سقوط غرب (۱۹۱۸) می‌نویسد که تمدن غربی «فاوستی» است، تلاش می‌کند تا به بی‌نهایت برسد، برخلاف دوره آنتیک که به نظر او آپولونی بوده‌است.

داستان فاوست همچنین به بهترین کتاب میخائیل بولگاکف، مرشد و مارگریتا آمیخته شده که در آن مارگریتا شبیه گرتشن عمل می‌کند و مرشد شبیه فاوست. شخصیت‌های دیگر رمان شامل ولند (که توصیفش شبیه مفیستوفل است) و میخائیل الکساندرویچ برلیوز که به طرز آشکاری مرتبط با آهنگساز لعنت‌شدگی فاوست است، می‌شود.
یانکی‌های ملعون یک کمدی موزیکال به همراه کتابی نوشته جرج آبوت و داگلاس والپ و موسیقی و شعر نوشته ریچارد آدلر و جری راس است. داستان، دوباره‌گویی امروزی افسانه فاوست در واشینگتن دی‌سی ۱۹۵۰ است، به هنگامی که یانکی‌های نیویورکی در لیگ اصلی بیسبال غلبه داشتند. این اثر موزیکال بر اساس رمان سالی که یانکی‌های پرچم را باختند نوشته والپ است.

نقاش فرانسوی آری شفر در سال ۱۸۴۶، در نقاشی فاوست و مارگریتا در باغ، که یک نقاشی رنگ روغن بر روی کانواس بود، تحت تأثیر این نمایش‌نامه بوده‌است.

اجرای Phantom Regiment Drum and Bugle Corps در سال ۲۰۰۶، عنوان فاوست را بر خود داشت و برداشت آزادی از این افسانه بود.

## ترجمه به انگلیسی
در سپتامبر ۲۰۰۶، انتشارات دانشگاه آکسفورد یک ترجمه شاعرانه از اثر گوته را با نام فاوستوس، از آلمانی به انگلیسی منتشر کرد که تصور می‌رود که اثر ساموئل تیلور کالریج است. این ترجمه که اولین بار به شکل ناشناس در ۱۸۲۱ منتشر شد، تا پیش از آن به جرج سون نسبت داده می‌شد. علیرغم شواهد موجود، این موضوع همچنان مورد بحث است.

## دکتر فاوستوستوماس مان
توماس مان افسانه فاوست را در یک زمینه قرن بیستمی، با استناد به زندگی خیالی آهنگسازی آلمانی به نام آدرین لورکن روایت می‌کند.

لورکن باهوش، بعد از ابتلا به بیماری مقاربتی در یک فاحشه‌خانه، قراردادی با مفیستوفیل می‌بندد و بر اساس آن تا ۲۴ سال موفقیت و درخشش به عنوان آهنگساز به او اعطا می‌شود. بیماری خلاقیتی دیوانه‌وار در او ایجاد می‌کند و در نهایت باعث مرگش می‌شود. لورکن آثاری زیبا، با شهرتی عالمگیر می‌سازد. او در ۱۹۳۰، وقتی کار نهایی خود مرثیه‌ای برای دکتر فاوستوس را ارائه می‌کند، به پیمان خود با شیطان اعتراف می‌کند. اکنون جنون و سیفیلیس بر او غلبه کرده‌است. او تا زمان مرگ خود در ۱۹۴۰ از سقوطی تدریجی رنج می‌کشد.

سقوط و نابودی روحی، روانی، و جسمی لورکن همزمان با ظهور نازی‌ها در آلمان تصویر شده‌است. شاید مان در نمایش سرنوشت و تقدیر لورکن، روح آلمان را به تصویر کشیده‌است.

گفته می‌شود زندگی فردریش نیچه، فیلسوف آلمانی که به دنبال یک دوره آفرینندگی از بیماریِ سیفیلیس درگذشته است، الهام‌بخش توماس مان در نوشتن این کتاب بوده‌است.